# Марія Анна Іспанська
Марія Анна Іспанська (ісп. María Ana de España, нім. Maria Anna von Spanien, чеськ. Marie Anna Španělská, угор. Mária Anna Spanyol), або Марія Анна Австрійська (ісп. María Ana de Austria, нім. Maria Anna von Österreich; 18 серпня 1606, Ескоріальський монастир, королівство Іспанія — 13 травня 1646, Лінц, Австрійське ерцгерцогство) — принцеса з іспанської гілки дому Габсбургів, уроджена інфанта Іспанська і Португальська, дочка Філіпа III, короля Іспанії і Португалії, сестра іспанського та португальського короля Філіпа IV, французької королеви Анни і кардинала-інфанта Фердинанда. Перша дружина імператора Фердинанда III; в шлюбі — імператриця Священної Римської імперії, королева Німеччини, Угорщини та Чехії, ерцгерцогиня Австрійська.
Можливий шлюб Марії Анни і Карла, принца Уельського, який увійшов в історію під назвою «Іспанської партії», спровокував внутрішню політичну кризу в англійському та шотландському королівствах. При ній імператорський двір у Відні зазнав сильного впливу іспанської культури: від одягу до музики. Сприяла зміцненню зв'язків між Австрійською та Іспанською гілками дому Габсбургів.

## Біографія
Інфанта Марія Анна була четвертою дитиною Філіпа III Побожного та його дружини Маргарити Австрійської.Зі сторони батька була внукою Філіпа II і його четвертої дружини і племінниці Анни Австрійської. З материнської сторони була внучкою Карла II і його дружини Марії Анни Баварської.
З самого дитинства мала важливу роль в шлюбних проектах свого батька. Спочатку була обіцяна в дружини старшому синові і спадкоємцю  імператора Фердинанда II, але шлюб не відбувся через передчасну смерть ерцгерцога в 1618 році.
В 1622 році англійський король Яків І отримав пропозицію зміцнити стосунки між двома країнами через династичний шлюб між Карлом і Марією Анною.Можливий шлюб між принцом Уельським і Іспанською інфантою відомий в історії як  Іспанська партія спровокував політичну кризу в Англії і Шотландії. В 1623 році принц Уельський в супроводі Джорджа Вільєрса,першого герцога Бекінгемського відвідав Мадрид щоб побачити свою майбутню дружину. Але Марія Анна не хотіла шлюбу з протестантом, а Карл не перейшов би в католицьку віру. В результаті шлюб не відбувся не тільки через політичні причини, але й тому що новий іспанський король не хотів династичного шлюбу зі Стюартами.Дружиною Карла стала Генрієтта Марія Французька.

## Шлюб
В кінці 1626 року Марія Анна була заручена з молодшим братом свого першого нареченого Фердинандом, новим спадкоємцем імператора Фердинанда II.В цьому ж році Фердинанд був інкоронованим як Король Угорщини, а в 1627 році як король Богемії.В шлюбному контракті, підписаному в 1628 році зазначалося що Марія Анна могла зберігати свої права на іспанський престол, в той час як її старша сестра інфанта Анна, одружена з Людовиком XIII в 1615 році була змушена відмовитись від своїх прав.